# Jadwiga Spiess

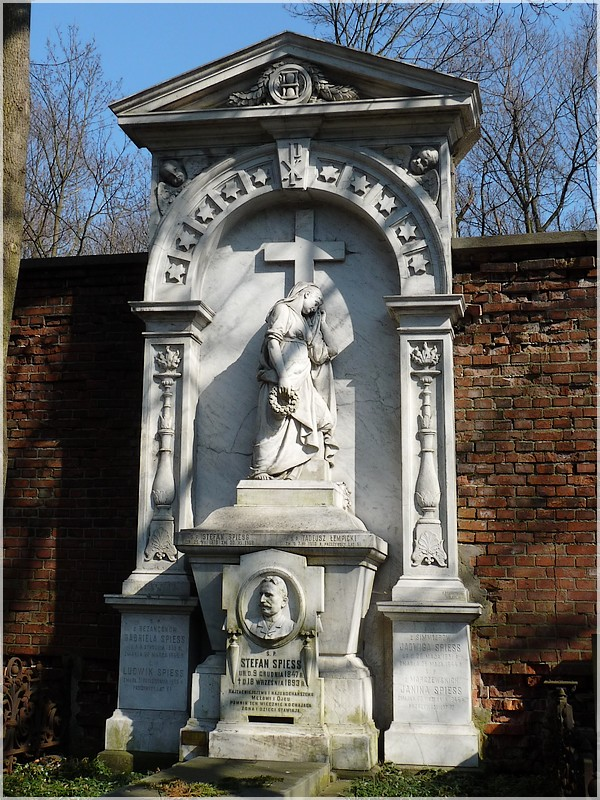
Grobowiec rodziny Spiessów na cmentarzu Powązkowskim w Warszawie

Jadwiga Julia Ludwika Spiess z domu Simmler (ur. 28 maja 1851 w Warszawie, zm. 26 maja 1944 tamże) – polska pianistka, propagatorka i mecenatka sztuki.

## Życiorys
Córka malarza Józefa Simmlera i Julii Hoegensteller, wielokrotnie pozowała ojcu do obrazów m.in. „Przysięga królowej Jadwigi” będąc jego muzą. Otrzymała wykształcenie typowe dla ówczesnych panien z dobrych domów, pobierała lekcje śpiewu i gry na fortepianie u Józefa Wieniawskiego.
Wychowana w artystycznej atmosferze przeniosła ją do swojego domu, 2 czerwca 1870 poślubiła Stefana Spiessa, syna Ludwika Henryka Spiessa przemysłowca z branży chemicznej, właściciela Fabryki Płodów Chemicznych „Ludwik Spiess i Syn”. Prowadziła salon artystyczny odwiedzany przez wiele wybitnych i utalentowanych osobowości artystycznych, byli wśród nich Edward i Jan Reszke. Owdowiawszy w 1893, dalsze swoje losy związała z najmłodszym synem Stefanem, który podzielał pasje matki. Posiadała szerokie znajomości, przyjaźniła się m.in. z niemiecką arystokratką ks. Marią von Bülow (żoną kanclerza Bernharda von Bülowa), która otoczyła opieką Stefana Spiessa podczas jego studiów w Berlinie. Zakładami Chemicznymi zarządzał starszy syn Ludwik, a Jadwiga Spiess otrzymywała dywidendę. Pozwalało jej to na wspieranie początkujących artystów, w 1912 wsparła finansowo budowę Teatru Polskiego. Czasy I wojny światowej spędziła z synem w Rosji, początkowo w Hrehorówce koło Kijowa, a następnie w Kijowie i Moskwie. W 1918 razem ze Stefanem sfinansowali pierwszy koncert inaugurujący działalność Filharmonii Narodowej, wspierali finansowo Grzegorza Fitelberga i Karola Szymanowskiego. Po 1930 podczas wieczorów muzycznych w prowadzonym przez nią salonie artystycznym bywali Witold Małcużyński, Stanisław Szpinalski, Roman Maciejewski i Henryk Sztompka.
Zmarła 26 maja 1944 i spoczęła w grobie rodzinnym na warszawskich Powązkach (kw. 205, rząd I, grób 18/20).
Ze związku ze Stefanem Spiessem (1847–1893) miała troje dzieci, córkę Jadwigę zamężną Kozłowską (1871–1944) i synów Ludwika (1872–1956) i Stefana (1879–1968).